# Bethylus nitidus
Bethylus nitidus är en stekelart som först beskrevs av Thomson 1862.  Bethylus nitidus ingår i släktet Bethylus, och familjen dvärggaddsteklar. Arten är reproducerande i Sverige.